# Сава Ераковић Страхиња
Сава Ераковић Страхиња (Добротић код Прокупља, 27. јануар 1921 — 1944), учесник Народноослободилачке борбе и народни херој Југославије.

## Биографија
Рођен је 27. јануара 1921. године у Добротићу, код Прокупља.
Подофицирску школу завршио у Ћуприји и после тога био активни подофицир Југословенске војске. После Априлског рата 1941. године, избегао је заробљавање, вартио се у родно село и придружио партизанима.
Августа исте године је ступио у прву групу Пасјачког партизанског одреда. У Одреду је био на разним руководећим дужностима. У јесен 1941. године учлањен у чланство Комунистичке партије Југославије (КПЈ). Наредбом Штаба Расинског партизанског одреда „Мирко Томић“ од 10. новембра 1943. године, постављен је за команданта овог Одреда. Након овога, постављен је за команданта Друге јужноморавске бригаде.
Погинуо је 19. марта 1944. године на Ргајској Чуки, у близини села Ргаје, код Прокупља у борби са четницима.
Указом Председништва АВНОЈ-а постхумно је 6. јула 1945. одликован Орденом заслуга за народ другог реда, Указом председника ФНРЈ Јосипа Броза Тита 9. септембра 1953. проглашен је за народног хероја.